# Karen Traviss
Karen Traviss é uma escritora inglesa. É escritora de diversos romances da saga Star Wars, tendo se notabilizado por desenvolver o léxico, a sintaxe e a gramática da língua mando'a, falada pelos clones e por Boba Fett, Jango Fett e outros mandalores.
Os seus livros foram best-sellers do The New York Times.

## Biografia
A escritora inglesa de Porthsmouth Karen Traviss é a autora de diversos romances da saga Star Wars, tendo notabilizado os clones do exército da República, dando-lhes personalidade, identidade e uma língua própria. Ela desenvolveu essa língua baseada no coro desenvolvido por Jesse Harlin para o jogo Republic Commando. Ela também escreve outras séries, além de Star Wars, Wess'Har, Gears of Wars, e Halo. Ela também desenvolveu a língua dos Mandalores, falada pelos clones e por Boba Fett, Jango Fett e outros mandalores. Seus livros ainda não foram traduzidos para a língua portuguesa.
Ficou entre os finalistas do John W. Campbell Memorial Award de 2005.

## Publicações

### The Wess'har Wars
- City of Pearl (2004)[3]
- Crossing the Line (2004)[3]
- The World Before (2005)
- Matriarch (2006)
- Ally (2007)
- Judge (2008)

### Star Wars

#### Republic Commando
- Hard Contact (2004)
- Triple Zero (2006)
- True Colors (2007)
- Order 66 (2008)
- 501st(2009)

#### The Clone Wars
- The Clone Wars (2008) (romantização do filme Star Wars: The Clone Wars)
- No Prisoners(2009)

#### Legacy of the Force
- Bloodlines (2006)
- Sacrifice (2007)
- Revelation (2008)

### SérieGears of War
1. Aspho Fields (2008)
2. Jacinto's Remnant (2009)
3. Anvil Gate (2010)
4. Coalition's End (2011)
5. The Slab (2012)

### SérieHalo

#### TrilogiaKilo-Five
- Halo: Glasslands (2011)
- Halo: The Thursday War (2012)
- Halo: Mortal Dictata (2014)

### SérieRinger
- Going Grey (2014)
- Black Run (2017)

### Galaxy's Edge: Nomad
1. The Best of Us (2019)
2. Mother Death (2021)

### Contos doStar Wars
- "Omega Squad: Targets", no Star Wars Insider 81 (reimpresso no Star Wars Republic Commando: Triple Zero)
- "In His Image", no Vader: The Ultimate Guide (reimpresso no Star Wars: Legacy of the Force - Betrayal)
- "A Two-Edged Sword", sequência do "In His Image", no Star Wars Insider 85 (reimpresso no Betrayal Star Wars: Legacy of the Force - Betrayal)
- "Odds" no Star Wars Insider 87 (reimpresso no Star Wars Republic Commando: True Colors)
- "Boba Fett: A Practical Man" (e-book, novela, 2006) (reimpresso no Star Wars: Legacy of the Force - Sacrifice)

## Ligações Externas
- Site oficial de Karen Traviss (em inglês)
- Blog de Karen Traviss no Starwars.com (em inglês)
- New Gears 2 info from Comic-Con- The Truth cont. (em inglês)
- Karen Traviss no Fantastic Fiction (em inglês)